# Dicranomyia (Dicranomyia) crassispina
Dicranomyia (Dicranomyia) crassispina is een tweevleugelige uit de familie steltmuggen (Limoniidae). De soort komt voor in het Australaziatisch gebied.